# Дніпро (Смоленськ)
«Дніпро» (Смоленськ) («Днепр» Смоленск) — російський футбольний клуб з Смоленська. До 24 липня 2008 називався ФК «Смоленськ».

## Історія
Заснований 2004 року після розформування ФК «Кристал».
За підсумками сезону 2007 року команда зайняла, останнє, 16 місце та вилетіла в ЛФЛ.
У наступному ж році, провівши сезон та закінчивши його на 3 місці в ЛФЛ, вийшла в другу лігу, зона «Центр», де зайняла 13 місце в турнірній таблиці.
2010 року команда зайняла 10 місце. У тому ж році завершив свою кар'єру Сергій Філіпенко, який перебував у ранзі капітана в 2009–2010 роках, пізніше він закінчив ВШТ і став працювати з сезону 2011 тренером в «Дніпрі».
У сезоні 2011/2012 років дніпряни домоглися найвищого результату — 4 місце в зоні «Захід».
5 червня 2012 головний тренер Дніпра Віктор Булатов написав заяву про звільнення за власним бажанням, про що оголосив на прес-конференції. Вважається, що причиною відставки став конфлікт з одним з керівників клубу — Левом Платоновим.
Був розформований 2019 року, згодом відновлений.

## Історія виступів
- 2004 — 2 місце в зоні «Чорнозем'я» ЛФЛ
- 2005 — 14 місце в другому дивізіоні, зона «Захід»
- 2006 — 17 місце в другому дивізіоні, зона «Захід»
- 2007 — 16 місце в другому дивізіоні, зона «Захід»
- 2008 — 3 місце в зоні «Чорнозем'я» ЛФЛ
- 2009 — 13 місце в другому дивізіоні, зона «Центр»
- 2010 — 10 місце в другому дивізіоні, зона «Захід»
- 2011/12 — 4 місце в другому дивізіоні, зона «Захід»
- 2012/13 — 6 місце у другому дивізіоні, зона «Захід»[4].